# Rewa (Pommeren)

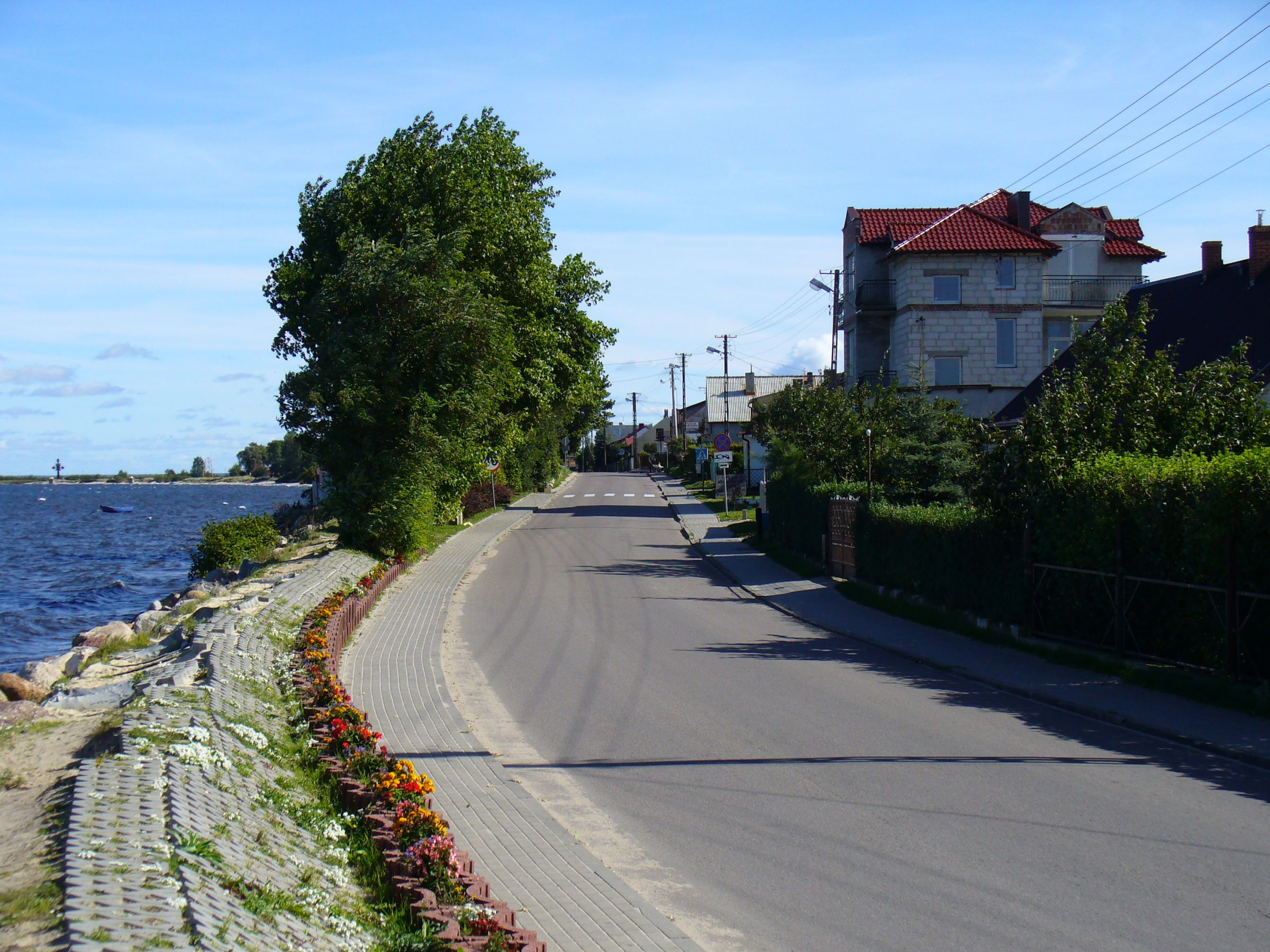
Rewa

Rewa is een dorp in de Poolse woiwodschap Pommeren. De plaats maakt deel uit van de gemeente Kosakowo en telt 905 inwoners.